# Daisy : Lycéennes à Fukushima
Daisy : Lycéennes à Fukushima (デイジー ~3.11女子高生たちの選択~, Daisy - 3.11 Joshikouseitachi no Sentaku) est une série de shōjo manga écrite et dessinée par Reiko Momochi. Elle a été prépubliée dans le magazine Dessert en 2012, puis éditée en deux volumes reliés par Kōdansha, le premier le 13 mars 2013 puis le second le 12 août 2013.
Son édition francophone est publiée par les Éditions Akata en deux tomes, sortis respectivement le 28 mai 2014 et le 3 juillet 2014.

## Synopsis
Un mois et demi après l'accident nucléaire qui a frappé la préfecture de Fukushima, Fumi Kubo, jeune habitante de la ville de Fukushima, retourne enfin au lycée. Depuis la catastrophe, elle était restée cloîtrée chez elle, paralysée par la menace de la radioactivité. Elle retrouve alors ses meilleures amies : Moé, Ayaka et Mayu. Elles vivent ensemble l'après-Fukushima : la reconstruction, l'impact sur la vie de la communauté, la peur de la radioactivité, le rapport au monde extérieur, etc. Ensemble, elles luttent pour une vie de lycéennes normales malgré la menace invisible.

## Analyse de l'œuvre

### Création de l'œuvre
Daisy : Lycéennes à Fukushima est inspiré du roman Pierrot (ピエロ : 夜明け前, Pierrot ~Yoake Mae~), écrit par Teruhiro Kobayashi, Darai Kusanagi et Tomoji Nobuta, sorti en 2012 au Japon,. Par ailleurs, pour la réalisation de ce manga, l'auteur s'est rendue dans la Préfecture de Fukushima pour recueillir des témoignages des habitants, notamment auprès des étudiants, professeurs et parents,.
L'édition francophone du premier tome de Daisy contient une postface de Karyn Nishimura-Poupée, correspondante permanente de l'Agence France-Presse et auteur notamment de Histoire du manga (Éditions Tallandier, 2010). Sa suite propose également une postface, cette fois-ci écrite par Michel Prieur, professeur de droit de l’environnement, président du Centre international de droit comparé de l’environnement et directeur de La Revue Juridique de l’Environnement et de Bernadette Prieur, qui pratique l’agriculture sauvage en Limousin et traduit en français des œuvres de Masanobu Fukuoka,.

### Réceptions et critiques
Daisy est nommée au prix Mangawa 2015 dans la catégorie Shōjo, ainsi que pour le prix Tournesol du festival d'Angoulême 2015.

#### Éditions du manga
- Reiko Momochi (trad. du japonais par Ryōko Sekiguchi, postface Karyn Nishimura-Poupée), Daisy : Lycéenne à Fukushima, t. 1, Rancon, Akata, 28 mai 2014, 183 p. (ISBN 978-2-36974-012-4)
- Reiko Momochi (trad. du japonais par Ryōko Sekiguchi, postface Michel Prieur & Bernadette Prieur), Daisy : Lycéenne à Fukushima, t. 2, Rancon, Akata, 3 juillet 2014, 169 p. (ISBN 978-2-36974-016-2)

#### Articles
- [Yanai 2016] (ja) Mariko Yanai, « 福島原発事故を題材にした少女マンガに見る女性と地域社会 : マンガ「デイジー～3.11女子高生たちの選択～」を事例に », 女性学評論, no 30,‎ 2016 (DOI 10.18878/00003935).